# R.I.O.
R.I.O. is een Duits danceproject van de producenten Manuel Reuter en Yann Peifer. Nadat de beide producenten met Cascada een internationaal succes hadden gehaald, startten zij in 2007 met het nieuwe project R.I.O. De zanger werd de uit Londen afkomstige Neal Antone Dyer alias Tony T die in de jaren 90 rapper was van Beat System. In 2012 verliet de zanger de groep.
Eind 2007 verscheen de eerste plaat genaamd De Janeiro, gebaseerd op het nummer Samba de Janeiro van Bellini. In Nederland bereikte deze plaat de negende plaats in de Top 40. Met hun tweede plaat Shine On bereikte R.I.O. de eerste plaats in de Duitse Dance-Charts en kwam de plaat in Duitsland en Oostenrijk in de officiële hitparade. In 2009 verscheen het nummer After The Love, dit nummer kwam tot de 17e plaats in de Top 40. Daarna kwam Serenade uit, dit nummer boekte minder winst dan de vorige singles en kwam tot de 30e plaats in de Top 40.
Een jaar nadat de plaat Shine On uitkwam in Duitsland kwam deze uit in Frankrijk waar het de top 10 bereikte van de Franse hitlijst.
Tussen 2011 en 2015 werd veel samengewerkt met U-Jean die reeds bij Zooland Records onder contract stond. Na een korte onderbreking keerde R.I.O. in 2017 terug en richtte zich vooral op het uitbrengen van remixen van nummers in samenwerkingen met andere artiesten.  

## Discografie

### Albums
- Shine On (2010)
- Sunshine (2011)
- Turn This Club Around (2011, deluxe 2012)
- Ready or Not (2013)

#### Singles
| Single met eventuele hitnotering(en) in de Nederlandse Top 40 | Datum van verschijnen | Datum van binnenkomst | Hoogste positie | Aantal weken | Opmerkingen                              |
| ------------------------------------------------------------- | --------------------- | --------------------- | --------------- | ------------ | ---------------------------------------- |
| De Janeiro                                                    | 2007                  | 01-12-2007            | 9               | 13           | Nr. 14 in de Single Top 100              |
| Shine on                                                      | 2008                  | 30-08-2008            | 20              | 7            | Nr. 43 in de Single Top 100              |
| When the sun comes down                                       | 2009                  | 28-03-2009            | 9               | 11           | Nr. 22 in de Single Top 100              |
| After the love                                                | 2009                  | 05-09-2009            | 17              | 11           | Nr. 66 in de Single Top 100              |
| Serenade                                                      | 2009                  | 16-01-2010            | 30              | 4            |                                          |
| One heart                                                     | 2010                  | 01-05-2010            | 24              | 5            | Nr. 68 in de Single Top 100              |
| Hot girl                                                      | 2010                  | 28-08-2010            | tip3            | -            | Nr. 90 in de Single Top 100              |
| Like I love you                                               | 2011                  | 12-02-2011            | 24              | 6            | Nr. 29 in de Single Top 100              |
| Miss Sunshine                                                 | 2011                  | 27-08-2011            | 17              | 7            | Nr. 54 in de Single Top 100              |
| Turn this club around                                         | 2011                  | 29-10-2011            | 34              | 5            | met U-Jean / Nr. 43 in de Single Top 100 |
| Animal                                                        | 2011                  | 28-01-2012            | 26              | 8            | met U-Jean / Nr. 47 in de Single Top 100 |
| Party shaker                                                  | 2012                  | 07-07-2012            | 20              | 10           | met Nicco / Nr. 29 in de Single Top 100  |
| Komodo                                                        | 2013                  | 21-12-2013            | tip3            | -            | met U-Jean                               |

| Single met hitnotering(en) in de Vlaamse Ultratop 50 | Datum van verschijnen | Datum van binnenkomst | Hoogste positie | Aantal weken | Opmerkingen |
| ---------------------------------------------------- | --------------------- | --------------------- | --------------- | ------------ | ----------- |
| Animal                                               | 2011                  | 21-01-2012            | tip50           | -            | met U-Jean  |
| Turn this club around                                | 2011                  | 04-02-2012            | tip83           | -            | met U-Jean  |
| Party shaker                                         | 2012                  | 25-08-2012            | tip36           | -            | met Nicco   |

## Trivia
- De Nederlandse voetballer Ryan Babel gebruikt als rapper de naam Rio als artiestennaam.